# Nora Iuga
Nora Iuga (pseudonimul literar al Eleonorei Almosnino; n. 4 ianuarie 1931, București, România), fiica artiștilor Iosif Iuga și a Elenei,este o poetă română, romancieră și traducătoare din limbile germană și suedeză. A fost soția poetului George Almosnino și mama balerinului Tiberiu Almosnino.

## Biografie
Nora Iuga a absolvit Liceul „Iulia Hașdeu” din București (1949) și în 1953 și-a luat licența cu specializarea Germanistică la Facultatea de Filologie, Universitatea din București. I-a avut profesori pe Tudor Vianu și George Călinescu. Profesoară de limba germană, la Sibiu, între 1954 și 1955. Lucrează ca bibliografă la Biblioteca Centrală de Stat, în perioada 1955-1969. Din 1969 până în 1977, a fost redactor la Editura Enciclopedică. Ziaristă la ziarele de limba germană Neuer Weg și Volk und Kultur (1977-1986). Din 1971 este membră a Uniunii Scriitorilor din România și membră PEN-Club. Din anul 2000 deține funcții de conducere în Uniunea Scriitorilor: secretară a Secției de Poezie (inițiatoarea Cenaclului Uniunii Scriitorilor "Gellu Naum") în perioada 1999 - 2002, membră în Consiliul de conducere al Uniunii Scriitorilor în 2002, membră în Biroul Asociației Scriitorilor din București în 2002.
În 1965 a debutat în Gazeta literară și editorial cu volumul de versuri Vina nu e a mea în 1968.
Din 1985 este scriitoare profesionistă. Face lecturi publice în străinătate și primește numeroase burse. A început să scrie versuri în clasa a doua la Institutul Catolic. În timp ce tatăl ei cântă la vioara un poem de Jeno Hubay, Nora Iuga a simțit o vibrație puternică și muzica a început să se transforme în cuvinte. Atunci a trăit pentru prima oară tulburătoarea atingere a inspirației. Probabil din această cauză, Nora Iuga nu suporta calificativul de profesionist în poezie și nu și-a făcut niciodată o meserie din scris.
În 2009 a primit bursa Deutscher Akademischer Austausch Dienst (DAAD) oferită de Germania pentru scriitori străini.
La 79 de ani, Nora Iuga a devenit cel mai vârstnic blogger literar, în iulie 2010 apărându-i nr. 1 din "Girafa albastră", o revistă audio-video cu și despre autoare, pe care intenționează să o publice trimestrial.
În 2023 a fost lansat documentarul-portret De ce mă cheamă Nora, când cerul meu e senin, în regia Carlei-Maria Teaha.

## Opere publicate

### Volume de poezie
- Vina nu e a mea, Editura Pentru Literatură, 1968
- Captivitatea cercului, Editura Cartea Românească, 1970
- Scrisori neexpediate, Editura Cartea Românească, 1978
- Opinii despre durere, Editura Cartea Românească, 1980
- Inima ca un pumn de boxeur, Editura Cartea Românească, 1982; Editura Vinea, 2000 (Antologie - Ediții definitive)
- Piața Cerului, Editura Cartea Românească, 1986
- Cîntece, Editura Cartea Românească, 1989
- Dactilografa de noapte, Colecția "Scriitorii Bucureștiului", 1996; ediția a doua, Editura Casa de Pariuri literare, 2010
- Spitalul manechinelor, Editura Universal Dalsi, 1998; ediția a doua, Editura Casa de Pariuri literare, 2010
- Capricii periculoase, Editura Vinea, 1998; Gefährliche Launen, Klett-Cotta, 2007. Traducere în germană de Ernest Wichner. Postfața realizată de Mircea Cărtărescu.
- Autobuzul cu cocoșați, Editura Vinea, 2001; ediția a doua, Editura CHARMIDES, 2010; Der Autobus mit den Bucklingen, Edition Solitude-Stuttgart, Klett-Cotta, 2003. Traducere în germană de Ernest Wichner. Nora Iuga afirmǎ cǎ aceastǎ traducere "a trecut, din pǎcate, absolut neobservatǎ de cǎtre presa din România".
- Fetița cu o mie de riduri, Editura Cartea Românească, 2005
- Petrecere la Montrouge, Editura Cartea Românească, 2012
- Cainele ud e o salcie, Editura Cartea Românească, 2013
- Ascultă cum plâng parantezele, Editura Polirom, 2016
- Alături cu drumu, Editura Casa de pariuri literare, 2018
- Cântece, Editura Casa de pariuri literare, 2020, ISBN: 9786069901342
- Vina nu e a mea, Editura Casa de pariuri literare, 2020, ISBN: 9786069901304
- Scrisori neexpediate, Editura Casa de pariuri literare, 2020, ISBN: 9786069901328

### Volume de proză
- Săpunul lui Leopold Bloom, Editura Cartea Românească, 1993
- Sexagenara și tânărul, Editura Albatros, 2000; Editura Polirom, 2004, 2012
- Fasanenstrasse 23. O vară la Berlin, Editura Vinea, 2001
- Lebăda cu două intrări, Editura Vinea, 2003, 2016
- Săpunul lui Leopold Bloom, Editura Polirom, 2007
- Šestdesetletnica in mladenič („Sexagenara și tînărul”), Editura Beletrina, 2009 - Slovenia
- Sexagenara și tânărul în curs de apariție în Bulgaria la Editura Paradox Publishing Group, în Franța la Editura Atelier de l'Agneaux.
- Săpunul lui Leopold Bloom, reeditat de Polirom în anul 2007, va apărea pînă la sfîrșitul anului 2009, la Paradox Publishing Group, în Bulgaria.
- Harald și luna verde Editura Polirom, 2014[14]
- Hai să furăm pepeni, Editura Polirom, 2009, 2015[14]
- Berlinul meu e un monolog, Editura Cartea Românească, 2010
- Blogstory, Editura Casa de pariuri literare, 2011
- Lebăda cu două intrări, Polirom, 2017, ISBN: 789734665099
- Sexagenara și tânărul, Polirom, 2017, ISBN: 2000000802251
- Hipodrom, Polirom, 2020, ISBN: 9789734696017
- Ca motorul unui Ford din 1931. Casa de pariuri literare, 2016. ISBN 978-606-8628-74-5

### Traduceri selective
De-a lungul anilor, scriitoarea Nora Iuga a făcut numeroase traduceri în limba română: 
- Aglaja Veteranyi, De ce fierbe copilul în mămăligă, Editura Polirom, 2003
- Aglaja Veteranyi, Raftul cu ultimele suflări, Editura Polirom, 2003
- August Strindberg, Vrăjitoarea. Răzbunarea. Insula Fericiților, Editura Univers, 1979
- Barbara Bronnen, Povara, Editura Univers, 1987
- Christian Haller, Muzica înghițită, Editura Polirom, 2004
- Christian Haller, Vremurile mai bune, Editura Polirom, 2008
- Eginald Schlattner, Cocoșul decapitat, Editura Humanitas, 2001
- Eginald Schlattner, Mănușile roșii, Editura Humanitas, 2005
- Elfriede Jelinek, Pianista, Editura Poliom, 2004
- Ernest Wichner, Singularul norilor, Editura Fundației Culturale Române, 2003
- Ernst Jünger, Eumeswil, Editura Univers, 2000
- Friedgard Thoma, Pentru nimic în lume, Editura EST, 2005
- Gershom Scholem, Cabala și simbolistica ei, Editura Humanitas, 1996
- Günter Grass, Toba de tinichea, Editura Univers, 1997
- Hans Joachim Schädlich, Om vedea ce-o mai fi / Atunci cînd totul e prea tîrziu, Editura Daos, 2004
- Herma Kennel, Jogging cu securitatea: rezistența tânarului Radu Filipescu; trad. de Nora Iuga și Ana Blandiana; Universal Dalsi, 1998
- Herta Müller, Animalul inimii, Editura Univers, 1997
- Herta Müller, Este sau nu este Ion, Editura Vinea, 2006
- Herta Müller, În coc locuiește o damă, Editura Polirom, 2005
- Herta Müller, Încă de pe atunci vulpea era vânătorul, Editura Univers, 1995
- Jan Koneffke, O iubire la Tibru, Editura Humanitas, 2007
- Joachim Wittstock, Dumbrava morilor, Editura Institutul Cultural Român, 2007
- Knut Hamsun, Ultimul capitol, Editura Univers, 1983
- Michael Ende, Punci cu porunci, Editura Arthur, 2014
- Michael Ende & Iordan Chimet, Împreună cu Elli în Imaginaria; cuv. înainte: Mircea Horia Simionescu ; Editura Univers, 1999
- Oskar Pastior, 33 de poeme cu Petrarca, Editura Fundației Culturale Române, 2000
- Paul Celan, Trandafirul nimănui, Editura EST, 2007
- Paul Celan, Zăbrele ale limbii. Roza nimănui, Editura EST, 2009
- Rolf Bossert, Stau pe treptele vântului. Poeme alese 1972 – 1985, Editura Institutul Cultural Român, 2008
- Ursula Michels-Wenz, Nietzsche pentru stresați, Editura Universal Dalsi, 2000
- Wilhelm Hauff, Povestea Califului Barză, Editura Ion Creangă, 1984

### Interviuri și antologii
- Cartea cu bunici, coord. de Marius Chivu; Ed. Humanitas, 2007;
- Pot să vă mai enervez cu ceva? Interviuri între vehemență și emoție, coord. de Ovidiu Șimonca;  Ed. Cartier, 2009;
- Conversația cu Nora Iuga de Gabriela Gîrmacea; Editura Tracus Arte, 2011;
- Despre cum nu am ratat o literatură grozavă de Angela Baciu; Ed. Limes, 2014;
- 4 zile cu nora de Angela Baciu; Editura Charmides, 2015;
- Nora Iuga 85, Editura Paralela 45, 2016;
- Scriitori la poliție, coord. de Robert Șerban, Editura Polirom, 2016;
- mai drăguț decît dostoievski, Nora Iuga în dialog cu Angela Baciu, Editura Polirom, 2017;

## Prezență în Antologii
- Testament – Anthology of Modern Romanian Verse / Testament - Antologie de Poezie Română Modernă – ediție bilinvă română și engleză – Daniel Ionță (editor și traducător principal) asistat de Eva Foster, Daniel Reynaud și Rochelle Bews – Editura Minerva 2012 și 2015 (ediția a doua) - ISBN 978-973-21-1006-5
- Testament - Anthology of Romanian Verse - American Edition - ediție monolingvă in limba engleză - Daniel Ioniță (editor și traducător principal) asistat de Eva Foster, Daniel Reynaud si Rochelle Bews - Australian-Romanian Academy for Culture - 2017 - ISBN 978-0-9953502-0-5
- "Voor de prijs van mijn mond - Antologie de poezie română a ultimei jumătăți de secol" (Jan H. Mysjkin, Editura Poezie Centrum, Belgia, 2013).

## Premii și distincții
- Premiul Uniunii Scriitorilor în 1980 pentru volumul de versuri Opinii despre durere[15]
- A obținut Premiul orașului Slobozia, 1993
- Premiul Uniunii Scriitorilor în 1994 pentru romanul Săpunul lui Leopold Bloom
- Premiul Asociației de București, 1996
- Premiul Uniunii Scriitorilor în 1998 pentru o traducere a romanului Die Blechtrommel (Toba de tinichea), de Günter Grass
- Premiul Uniunii Scriitorilor în 2000 pentru romanul Sexagenara și tânărul[16]
- Premiul de excelență al revistei Poesis, Satu Mare, 2000
- Premiul revistei Cuvântul, 2000
- Premiul orașului Călărași, 2001
- Premiul revistei Cuvântul în 2005 pentru poemul-roman Fetița cu o mie de riduri[15]
- I-a fost înmânat în 2007 Premiul Friedrich Gundolf de către Deutsche Akademie für Sprache und Dichtung[15]. Distincția i-a fost oferită într-un cadru festiv, la Castelul Wörlitz. Premiul Friedrich Gundolf se acordă din anul 1964, printre câștigători numărându-se nume celebre, precum: Imre Kertész, Patrice Chereau, Konstantin Asadowski sau Giorgio Strehler.
- Diploma „Una dintre cele mai frumoase cărți apărute în anul 2007 în Germania” pentru antologia de poezie Gefährliche Launen (Capricii periculoase), apărută la editura Klett-Cotta, 2007[17]. Traducerea în germană a antologiei îi aparține lui Ernest Wichner, iar postfața este semnată de Mircea Cărtărescu. De altfel, antologia s-a epuizat deja, editura germană urmînd să o reediteze.
- Nora Iuga a fost distinsă cu Premiul "Gheorghe Crăciun" pentru Opera Omnia la Gala "Observator Cultural" pentru anul 2014[18]
- Câștigătoarea Premiului ,,Cartea de poezie a anului 2016“ (conferit de Gala Tinerilor Scriitori) pentru volumul de poezii ,,Ascultă cum plâng parantezele“[19], apărut la Editura Cartea Românescă

În 2007, a primit Premiul Friedrich-Gundolf, oferit de Deutsche Akademie für Sprache und Dichtung, o recompensă care se acordă celor care contribuie la răspîndirea culturii germane în lume. În perioada 15 mai 2009–15 mai 2010, a beneficiat de cea mai importantă bursă oferită de statul german unui scriitor străin: Deutscher Akademischer Austausch Dienst (DAAD). Au mai obținut această bursă, de-a lungul timpului, scriitori precum: Mircea Cărtărescu, Mircea Dinescu, Gellu Naum, Ana Blandiana, Ștefan Augustin Doinaș.

### Decorații
- Ordinul național „Pentru Merit” în grad de Ofițer (1 decembrie 2000) „pentru realizări artistice remarcabile și pentru promovarea culturii, de Ziua Națională a României”[20]
- Ordinul Național „Pentru Merit”, în grad de Comandor (17 ianuarie 2017), „în semn de înaltă apreciere pentru întreaga sa carieră pusă în slujba promovării limbii și culturii literare românești, pentru dăruirea și talentul cu care s-a implicat în promovarea imaginii României în lume”[21].